# Nontsikelelo Veleko
Nontsikelelo "Lolo" Veleko (* 19. srpna 1977) je jihoafrická fotografka nejznámější svým zobrazením černošské identity, urbanizace a módy v post- aparteidní Jihoafrické republice.

## Životopis
Veleko se narodila 19. srpna 1977 v Bodibe, North West (provincie Jihoafrická republika). Studovala od roku 1995 do roku 2003 na Cape Teknion v Kapském Městě a navštěvovala Luhlaza High School v Khayelitsha. V roce 1995 vystudovala grafický design na Cape Technikon. Po přestěhování do Johannesburgu studovala fotografii na Market Photo Workshop (1999–2004), instituci, kterou založil a vedl David Goldblatt, a která poskytuje formální studium mladým fotografům.

## Dílo
V roce 2003 Veleko dokumentovala graffiti po celém Kapském Městě a Johannesburgu, sérii, kterou pojmenovala The ones on top won't make it Stop! (Ty nahoře to nezastaví!) na své první samostatné výstavě v Johannesburg Art Gallery. Tyto fotografie shrnuly společenskou a politickou atmosféru post-apartheidu v Jihoafrické republice. Ve stejném roce byla Veleko nominována na ocenění MTN New Contemporaries Arts Awards. Tato soutěž identifikuje čtyři rostoucí jihoafrické umělce a vybírá vítěze. Během následujících několika let byla její práce vystavena na různých výstavách po celé Jihoafrické republice, Evropě a Austrálii.
V roce 2006 byly její fotografie součástí skupinové výstavy Snap Judgments: New Positions in Contemporary African Photography v Mezinárodním centru fotografie (ICP) v New Yorku.  Tato práce vymezuje autorčiny protiklady stereotypy, které jsou spojeny s pohlavím a rasou zobrazující pouliční styl Jihoafrické republiky z její série Beauty is in the Eye of the Beholder z (2003), který se zaměřil na subjekty narozené po 1994,  vzbudil velkou pozornost a mezinárodní ohlas, posunul dosavadní vnímání Afriky jako celku v mezinárodním měřítku. Veleko vysvětluje, že se dívá na módu „a jak vytváří identitu, protože móda si s identitou hraje“. K názvu seriálu říká: „Myslela jsem si, že způsob, jakým vidím krásu a způsob, jakým vnímám krásu, se může lišit od toho, kdo je vedle mě...Proto se projekt jmenuje Beauty is in the Eye of the Eye Hle, protože pro mě jsou krásné."  Dokonce uvádí různé důvody pro tento projekt. Když se lidé podívají na lidi, kteří se oblékli jinak, zeptali by se: ‚Jak se můžete oblékat do žlutých kalhot a malého zeleného trikotu s pruhy? Své názory vnímá jiným způsobem, což je projekt nazvaný Beauty Is In The Eyes Of The Beholder, protože pro ni šlo především o to přitáhnout pozornost k otázkám krásy zachycením skutečných lidí. Šlo také o pouliční módu, na kterou nemyslela, že se jen propagují, kterou vystavuje tam, kde to žila a bývala jednou z nich. Stručně řečeno, bylo jasné, že obrázky vytvořila ona kvůli výběru barev a výrazů obličeje, které postavy držely s divákem. Kromě toho Veleko zahrnula do svých projektů také oblečení, „aby záměrně zpochybnila předpoklady identity založené na vzhledu a historickém pozadí“.  To je patrné v jejím osobnějším projektu z roku 2002, www.notblackenough.lolo, který líčil zkoumání smíšené kulturní a rasové identity prostřednictvím různých kostýmů a hraní rolí. 
V roce 2006 byla práce autorky vystavena také na výstavě Personae & Scenarios – nové africké fotografii na Brancolini Grimaldi Arte Contemporanea v Římě v Itálii. Téhož roku byly její fotografie vystaveny na výstavě s názvem Olvida Quien Soy- Erase Me from Who I Am v Centro Atlantico de Arte Mordeno v Las Palmas na Kanárských ostrovech.  V roce 2007 se dílo a pověst Veleko dostalo k širšímu mezinárodnímu publiku a její práce byly vystaveny po celé jižní Africe, Evropě, Asii, Severní a Jižní Americe. Byla také součástí výstav jako je 7. výstava Recontres Africaines de la Photographie. Během tohoto roku také absolvovala dvouměsíční pobyt v International Photographic Research Network (IPRN) ve Velké Británii, kde zkoumala pojmy práce, identity a oblečení. 
V roce 2008 byla Veleko druhou fotografkou oceněnou Standard Bank Young Artist za vizuální umění za putovní výstavu Wonderland. Zaměřuje se na známé aspekty její předchozí tvorby, jako jsou módní pouliční fotografie, především mladší dospělí, stejně jako graffiti a osobní prostory.  Prostřednictvím zkoumání těchto témat Veleko pokračuje v ponoření se hlouběji a vzdoruje klišé zastaralého vnímání Jihoafričanů a Afričanů v širším kontextu, které byly z velké části zaměřeny na představy o módě a způsobu života.  Wonderland nejen ukazuje jedinečné osobnosti eklekticky oblečených městských obyvatel, ale také zachycuje kosmopolitní povahu měst, jako je Kapské Město, Johannesburg a Durban. 
Dílo autorky představuje silnou výpověď mladé generace, která je hlasitá, sebevyjádřená a odvážná; sbírka mládeže, ke které má silný vztah. Takové pocity jsou patrné na fotografiích vyplývajících z toho, co ona považuje za „proces spolupráce“.  Portréty jsou pořízeny po udělení souhlasu od subjektů. Kopie fotografií předává jejich právoplatným majitelům a zve je na vernisáže výstav. Pro pokračující sérii graffiti záběrů The ones on the top will not make it Stop se Veleko setkala s graffiti umělci a pokračovala ve sledování pokroku těch, jejichž styl upřednostňovala.
Graffti, stejně jako fotografie, je formou vizuální komunikace. Je to prostředek, který společnost informuje o řadě společensko-politických problémů, které nás ovlivňují; přenáší zprávy lidí veřejným způsobem „do vaší tváře“; vyvolává silné emoce. Pro mě je to víc než jen vizuální zpráva... je to poezie... — Nontsikelelo "Lolo" Veleko, These Words Are Like Swords...
V roce 2017 Veleko spolukurátorovala „Resist(e) – Printemps Photographique Afrique du Sud 2017“ v Gallery NegPos v Nîmes ve Francii s Patricem Loubonem z Gallery NegPos.
V roce 2019 bylo její dílo „zakázané akty“ Les nus interdits vystaveno v Les Docks ve francouzském Aries poté, co bylo nasnímáno na ostrově Réunion.  Byla také projektovou manažerkou / kokoordinátorkou na Market Photo Workshop, kde byla dříve studentkou.

## Osobní život
Veleko od roku 2017 žije a pracuje ve Francii.

## Přijetí kritiky
V diskusi o její fotografii Mark Stevens v New York Magazine Art Review napsal: „Byl to šok – šok probuzení – přijít na překypující současné barvy, které nosili módou zasažení lidé, které ztvárnil Nontsikelelo „Lolo“ Veleko na ulice Johannesburgu“. Kritika Leslie Camhi spojila módní témata pouličních portrétů umělkyně se široce známým obrazem „bokovek oblečených v elektrických barvách Kool-Aid (jejichž) nenapravitelná elegance a přivlastnění si západních ikon... prohlašovat je za dědice Ke dandified Bamakois buržoazie“. Leslie Camhi z The Village Voice (2006) dále poznamenala:
Pokud má nezávislost styl, pak je to on – živý, vysoce individualizovaný a vzdorný. Tyto obrazy jsou protijedy na převládající názor na „temný kontinent“ jako na místo entropie a zoufalství; to jsou lidé, kteří mají na starosti alespoň svůj vlastní stylový osud.

## Publikace

### Knihy
- Maart, B; T. J. Lemon. Úvod: David Goldblatt. 2002. SHARP: The Market Photography Workshop. Market Photo Workshop, Johannesburg, Jihoafrická republika.
- The Fatherhood Project: 2003–2004. Child, Youth and Family Development (CYFD), Human Sciences Research Council, HSRC Press, Pretoria, Jihoafrická republika, 2004.
- Perryer, S (ed). 2004. 10 years 100 artists : art in a democratic South Africa. Bell Roberts Publishing ve spolupráci s Struik Publishing, Kapské Město, Jihoafrická republika. ISBN 1868729877
- Comely, R; G. Hallett; N. Neo (ed.). 2006. Woman by Woman: 50 Years of Women’s Photography in South Africa. (50 let ženské fotografie v Jihoafrické republice.) Wits University Press, Johannesburg, Jihoafrická republika.

### Katalogy
- Smith, Kathryn 2003. MTN noví současníci. MTN, Johannesburg.
- Damsbo, Mads. 2004. Unsettled: 8 South African Photographers, Národní muzeum fotografie, Královská knihovna, Kodaň.
- Waselchuk, Lori. 2004. Is e.verybody comfortable.
- Enwezor, Okwui. 2006. Snap Judgments: New Positions in Contemporary African Photography (Nové pozice v současné africké fotografii). Mezinárodní centrum fotografie, New York.
- Lehtonen, Kimmo (ed). 2007. IPRN Changing Faces #3. Van Wyk, Gary (ed). 2004. A Decade of Democracy: Witnessing South Africa (Dekáda demokracie: Svědectví o Jihoafrické republice). Sondela, Boston.
- Vergon, Henri 2007. Two Years of Afronova (Dva roky Afronovy). Afronova, Johannesburg.

## Výstavy

### Samostatné výstavy
- 2002–2003 Ti nahoře to nezastaví! , The Kuppel, Basilej, Švýcarsko, 2002; Women's Arts Festival, Johannesburg Art Gallery and Market Theatre Galleries, Johannesburg, Jihoafrická republika, 2003[26]
- 2007 SCREAM! MUTE! SCREAM!, Goodman Gallery, Johannesburg, Jihoafrická republika[27]
- 2008-9 Wonderland, Standard Bank Young Artist Award, národní putovní výstava, včetně National Arts Festival Grahamstown, Grahamstown; Durban Art Gallery, Durban; Jihoafrická národní galerie Iziko, Kapské Město; Standard Bank Gallery, Johannesburg, Jihoafrická republika [18]

### Skupinová výstava
- 2011 Figures & Fictions: Contemporary South African Photography, Victoria and Albert Museum, Londýn, 2011.[28]